# Сюксюмское сельское поселение
Сюксю́мское се́льское поселе́ние — муниципальное образование в составе Инзенского района Ульяновской области. Административный центр — село Сюксюм. 

## Население
| 2010 | 2012 | 2013 | 2014 | 2015 | 2016 | 2017 |
| ---- | ---- | ---- | ---- | ---- | ---- | ---- |
| 570  | ↘534 | ↘502 | ↘473 | ↘444 | ↘429 | ↘426 |
| 2018 | 2019 | 2020 | 2021 |      |      |      |
| ↘410 | ↘395 | ↘391 | ↘361 |      |      |      |

## Состав сельского поселения
В состав поселения входят 10 населённых пунктов: 2 села, 6 деревень, 1 разъезд и 1 ж.д. станция.
| №  | Населённый пункт | Тип населённого пункта       | Население |
| -- | ---------------- | ---------------------------- | --------- |
| 1  | Анненково        | деревня                      | 1         |
| 2  | Белая Горка      | деревня                      | 77        |
| 3  | Большие Озимки   | село                         | 77        |
| 4  | Борисова Поляна  | деревня                      | 6         |
| 5  | Вырыпаевка       | деревня                      | 3         |
| 6  | Вырыпаевка       | разъезд                      | 30        |
| 7  | Вязовка          | деревня                      | 0         |
| 8  | Малые Озимки     | деревня                      | 0         |
| 9  | Сюксюм           | село, административный центр | 373       |
| 10 | 742 км           | железнодорожная казарма      | 3         |